# 하세촌 (효고현)
하세촌(長谷村)은 효고현 간자키군에 설치되었던 촌이다. 현재의 가미카와정의 북서부, 아사고시의 최남단에 해당한다.

## 歴史
- 1889년 4월 1일 - 정촌제 시행으로, 진사이군 하세촌 발족.
- 1896년 4월 1일 - 간자키군 소속으로 변경.
- 1955년 3월 31일 - 데라마에촌과 합병하여 오카와치정이 발족. 하세촌 폐지.
- 1957년 4월 1일 - 오카와치정의 구 하세촌 지역 일부가 아사고군 이쿠노정에 편입.